# Бегунци
Бегунци е село в Южна България. То се намира в община Карлово, област Пловдив.

## История
От всяка точка в Бегунци, се виждат две възвишения, които приличат на момински гърди, затова местните жители им казват „Момини гърди“. Преди хиляди години Бегунци е било езеро и на „Момини гърди“ са намерени останки от колчетата и синджирите, с които тогавашните жители са си връзвали лодките. Там е имало тракийско селище, доказателство за което са многото археологически находки – монети, съдове, кости. Ако се изкачите на някой от двата хълма „Момини гърди“, гледката, която ще се открие пред вас е неописуема: виждат се всички околни села и градове – Карлово, Баня, Ведраре, Куртово, Васил Левски, Сушица, Домлян, Пролом, Войнягово, Дъбене, Горни Домлян.